# Tarifvertrag für die Musiker in Konzert- und Theaterorchestern
Der Tarifvertrag für die Musiker in Konzert- und Theaterorchestern (TVK) regelt die Arbeitsbedingungen und die Vergütung der Mitglieder von rund 130 öffentlich getragenen deutschen Berufsorchestern.  Er wurde zwischen dem Deutschen Bühnenverein als Arbeitgeberverband, der Deutschen Orchestervereinigung (DOV) als Arbeitnehmervertretung zum 1. Oktober 2019 vereinbart. Die Fassungen seit 1981 unterzeichnet auf Arbeitnehmerseite nur noch die DOV. Der TVK wurde zuletzt 2019 hinsichtlich grundlegender Begrifflichkeiten und Definitionen reformiert. 
Vor dem 1. Oktober 2019 hieß er „Tarifvertrag für Musiker in Kulturorchestern“. Der Begriff Kulturorchester wird seitdem nicht mehr verwendet, da er von 1938 bis 1945 missbraucht wurde: Mit der Tarifordnung für die deutschen Kulturorchester vom 30. März 1938 wurde er zu einem kulturpolitischen Terminus und basiert auf dem Kulturbegriff der 1930er Jahre. Als Kulturorchester wurden diejenigen Orchester definiert, die „regelmäßig Operndienst versehen oder Konzerte ernst zu wertender Musik spielen“. Damit waren reine Unterhaltungs- und Operettenorchester und insbesondere Jazzensembles vom Geltungsbereich des Vertrags ausgeschlossen. Die deutschen Rundfunkanstalten sind aufgrund dieser alten Traditionen nicht Mitglied des Deutschen Bühnenvereins; daher gilt der Vertrag nicht für Musikerinnen und Musiker der Rundfunkorchester in Deutschland. Ähnliches gilt auch für Jazzformationen, die als Konzertorchester außerhalb des Rundfunks tätig sind und traditionsgemäß nicht öffentlich getragen werden.

## Eingruppierung der Orchester
Die Orchester werden im Vertrag nach § 17 in einzelne Vergütungsgruppen gruppiert, die sich nach Mindestzahlen von Planstellen im jeweiligen Orchester richten. Hierfür wird die Zahl der Streicher und der einzelnen Bläser-Gruppen sowie die Gesamtzahl der Orchesterplanstellen herangezogen. Bei Erfüllung dieser Planstellenzahlen müssen die Mitglieder des Orchesters zwingend nach der Einsortierung in die jeweilige Gruppe vergütet werden, sofern es sich um ein Theaterorchester handelt, dessen Träger Mitglied im Deutschen Bühnenverein ist. Durch gesonderten Tarifvertrag ist die Einstufung eines Orchesters in eine höhere Vergütungsgruppe möglich, ohne dass das Orchester die Mindest-Planstellenanzahl erreicht. Bei Stellenstreichungen behält ein Orchester seine bisherige Vergütungsgruppe, es darf nur durch einen gesonderten Tarifvertrag in eine niedrigere Vergütungsgruppe eingeordnet werden.
Grundsätzlich gibt es die Vergütungsgruppen A, B, C und D. Orchester, die die Bedingungen der Gruppe C nicht erfüllen, werden als Gruppe D geführt. § 17 bestimmt außerdem zwei Ausnahmen, die unter bestimmten Bedingungen für die A- und B-Orchester höher bezahlte Untergruppen festlegen.
| Planstellen                | A  | B  | C  | D          |
| -------------------------- | -- | -- | -- | ---------- |
| Gesamtzahl Musiker, davon: | 99 | 66 | 56 | < 56 oder: |
| Streicher insgesamt        | 55 | 36 | 30 | < 30       |
| Flöten                     | 5  | 5  | 3  | < 3        |
| Oboen                      | 5  | 3  | 3  | < 3        |
| Klarinetten                | 5  | 4  | 3  | < 3        |
| Fagotte                    | 5  | 3  | 3  | < 3        |
| Waldhörner                 | 8  | 5  | 4  | < 4        |
| Trompeten                  | 5  | 3  | 3  | < 3        |
| Posaunen                   | 4  | 3  | 3  | < 3        |
| Tuben                      | 1  | 1  | 1  | < 1        |

Mit der Einführung des TVK von 2009 entfiel die bisherige Vergütungsgruppe A Fußnote 2, diese war zwischen den bisherigen Vergütungsgruppen A Fußnote 1 und A angesiedelt; einige Orchester bezahlen ihre Musiker aufgrund des Bestandsschutzes jedoch weiter nach dieser Vergütungsgruppe. Die Fußnotenbezeichnung ist im TVK von 2019 nicht mehr enthalten, wird aber noch so gebraucht.
Die Vergütung der „Orchester, die ausschließlich oder überwiegend Konzerte spielen“ (Konzertorchester), wird durch eigene Tarifverträge festgelegt, in der Regel durch Zuweisung zu einer der Vergütungsgruppen. Häufig existieren für Sinfonieorchester auch eigene Tarifverträge, sogenannte Haustarifverträge, in denen die Vergütung nach oben oder unten abweichend geregelt wird.

## Öffentlich geförderte Orchester in Deutschland
→ Hauptartikel Liste öffentlich geförderter Orchester in Deutschland